# Jean-Charles Musquinet de Beaupré
Pour les articles homonymes, voir Beaupré.
Jean-Charles, baron Musquinet de Beaupré, né à Pontoise (paroisse Notre-Dame) le 21 mai 1749, mort à Berlin le 26 février 1813, est un général français de la Révolution et de l’Empire.

## Biographie
Jean-Charles Musquinet est le troisième fils survivant de Nicolas Marin Musquinet (1714-1798), marchand de laine, ancien échevin et conseiller du roi en l'élection de Pontoise (1768) et de Jeanne Marie Louise Le Vasseur (vers 1720-1784), fille de François Paul Levasseur, procureur du bailliage.
Le jeune Musquinet se fait appeler Musquinet de Beaupré pour se distinguer de ses aînés Musquinet de La Boissière (né 1742, négociant à Pontoise), Jean-Baptiste Musquinet de Saint-Félix (1744-1811) et Musquinet de La Pagne (1746-1766). Il a également une sœur Marie Louise (née en 1743), laquelle a épousé un Pontoisien, Jean Paul Leclerc (1735-1790), conseiller du roi au grenier à sel de Pontoise : mariage qui fait de Musquinet de Beaupré l'oncle par alliance des généraux Leclerc, Friant et du maréchal Davout.
Entré en 1770 dans la gendarmerie, où il sert quatre ans, avant d'être réformé, Musquinet de Beaupré passe au régiment Royal-Normandie cavalerie en 1775. Capitaine au 9e bataillon de volontaires de Seine-et-Oise le 14 septembre 1792, Beaupré quitte l'armée en 1798.
Il est en 1800, à l'armée du Rhin, où Moreau, commandant en chef, le nomme chef d'escadron du 23e régiment de chasseurs à cheval.
Aide de camp de Charles Victoire Emmanuel Leclerc, son neveu le 7 octobre 1801, il embarque donc, à ses côtés, pour l’expédition de Saint-Domingue. Sa blessure lors du siège de la Crête à Pierrot lui vaut d'être élevé au grade d'adjudant-commandant le 11 mars 1802 par son neveu. Six jours plus tard, ce dernier mourait de la fièvre jaune alors que la blessure de Beaupré le fait rapatrier en France.
Affecté au camp de Bruges, Beaupré passe à l'état-major du 3e corps de la Grande Armée (1807-1808) commandé par le maréchal Davout. Il est nommé général de brigade le 4 mars 1807. Commandant d’une brigade de cavalerie légère (2e et 12e chasseurs à cheval) le 12 octobre 1808, le « baron Musquinet de Beaupré et de l'Empire » (28 janvier 1809) commande à Ingolstadt puis le dépôt de cavalerie de Passau en 1809. Il est affecté à la division de cavalerie Montbrun le 30 juin 1809. Blessé à Wagram le 6 juillet 1809, le baron occupe ensuite divers postes à Glogau en 1810 ou Hambourg en 1811.
Autorisé à prendre un congé de quatre mois en France, Beaupré est rappelé au corps d'observation de l'Elbe sous Davout en 1812. Il participe avec le 1er corps de la Grande Armée aux ordres du maréchal-prince d'Eckmühl, à la campagne de Russie.

La retraite de Russie est éprouvante pour le général Musquinet-Beaupré, déjà sexagénaire. Davout écrivait à sa femme : 

« Je suis inquiet sur Beaupré ; il y a deux ou trois jours qu’il nous manque, et il était très souffrant. Cependant, je ne suis pas sans espérance, lui ayant dit de faire ce qui dépendrait de lui pour prendre les devants ; prépare ta bonne mère à cette mauvaise nouvelle. »

— Gumbinnen, ce 17 décembre (1812).
Davout, retrouve Beaupré, en février 1813, à Custrin. À la maréchale, il écrivait : 

« J’ai vu Beaupré hier ; il va perdre tous les doigts de la main et du pied droit. Je l’ai trouvé, en outre, bien faible de tête. J’ai fait acheté pour lui une calèche, et, aussitôt qu’il pourra supporter le voyage, il se mettra en route pour Mayence. »

— Custrin, ce février 1813.
 Le général baron Musquinet de Beaupré ne peut aller jusqu'à Mayence : il meurt d’épuisement à Berlin le 26 février 1813, des suites de ses fatigues.

## Titres
- Baron Musquinet de Beaupré (décret du 19 mars 1808, lettres patentes signées à Paris le 28 janvier 1809)[9],[10] ;
- Donataire (revenus : 4 000 francs) en Westphalie (17 mars 1808)[10].

## Distinctions
- Légionnaire le 28 ventôse an XII (19 mars 1804)
- Officier de la Légion d'honneur le 25 prairial an XII (14 juin 1804).

## Armoiries
| Image | Armoiries |
| ----- | --- |
|       | Armes du baron Musquinet de Beaupré et de l'Empire Écartelé : le premier d'or à la tête de nègre de sable allumée d'argent ; le deuxième des barons tirés de l'armée ; le troisième d'azur au tube de canon d'or posé en pal, chargé de la lettre L de sable et accompagné de quatre étoiles d'argent deux à dextre deux à sénestre ; le quatrième d'or aux deux têtes de cheval de sable allumées du champ et posées en bande., - Livrées : les couleurs de l'écu. |